# Arrondissement de Blois
Pour les articles homonymes, voir Blois (homonymie).
L'arrondissement de Blois est une division administrative française, située dans le département de Loir-et-Cher et la région Centre-Val de Loire.

## Composition

### Composition avant 2015
- Canton de Blois-1 (et ancien canton de Blois-Est)
- Canton de Blois-2
- Canton de Blois-3 (et ancien canton de Blois-Ouest)
- Canton de Blois-4
- Canton de Blois-5
- canton de Bracieux
- Canton de Contres
- Canton d'Herbault
- Canton de Marchenoir
- Canton de Mer
- Canton de Montrichard
- Canton d'Ouzouer-le-Marché
- Canton de Vineuil

### Découpage communal depuis 2015
Depuis 2015, le nombre de communes des arrondissements varie chaque année soit du fait du redécoupage cantonal de 2014 qui a conduit à l'ajustement de périmètres de certains arrondissements, soit à la suite de la création de communes nouvelles. Le nombre de communes de l'arrondissement de Blois est ainsi de 121 en 2015, 113 en 2016, 94 en 2017 et 93 en 2019.
Au 1er janvier 2024, l'arrondissement groupe les 93 communes suivantes :
1. Autainville
2. Avaray
3. Averdon
4. Bauzy
5. Beauce la Romaine
6. Binas
7. Blois
8. Boisseau
9. Bracieux
10. Briou
11. Candé-sur-Beuvron
12. Cellettes
13. Chailles
14. Chambord
15. Champigny-en-Beauce
16. La Chapelle-Saint-Martin-en-Plaine
17. La Chapelle-Vendômoise
18. Chaumont-sur-Loire
19. La Chaussée-Saint-Victor
20. Cheverny
21. Chitenay
22. Conan
23. Concriers
24. Cormeray
25. Courbouzon
26. Cour-Cheverny
27. Cour-sur-Loire
28. Crouy-sur-Cosson
29. Épiais
30. La Ferté-Saint-Cyr
31. Fontaines-en-Sologne
32. Fossé
33. Françay
34. Herbault
35. Huisseau-sur-Cosson
36. Josnes
37. Lancôme
38. Landes-le-Gaulois
39. Lestiou
40. Lorges
41. La Madeleine-Villefrouin
42. Marchenoir
43. Marolles
44. Maslives
45. Maves
46. Menars
47. Mer
48. Mesland
49. Monteaux
50. Monthou-sur-Bièvre
51. Les Montils
52. Montlivault
53. Mont-près-Chambord
54. Muides-sur-Loire
55. Mulsans
56. Neuvy
57. Oucques La Nouvelle
58. Le Plessis-l'Échelle
59. Rhodon
60. Rilly-sur-Loire
61. Roches
62. Saint-Bohaire
63. Saint-Claude-de-Diray
64. Saint-Cyr-du-Gault
65. Saint-Denis-sur-Loire
66. Saint-Dyé-sur-Loire
67. Saint-Étienne-des-Guérets
68. Saint-Gervais-la-Forêt
69. Saint-Laurent-des-Bois
70. Saint-Laurent-Nouan
71. Saint-Léonard-en-Beauce
72. Saint-Lubin-en-Vergonnois
73. Saint-Sulpice-de-Pommeray
74. Sambin
75. Santenay
76. Séris
77. Seur
78. Suèvres
79. Talcy
80. Thoury
81. Tour-en-Sologne
82. Valaire
83. Valencisse
84. Valloire-sur-Cisse
85. Veuzain-sur-Loire
86. Vievy-le-Rayé
87. Villebarou
88. Villefrancœur
89. Villeneuve-Frouville
90. Villerbon
91. Villermain
92. Villexanton
93. Vineuil

## Histoire
Le découpage administratif de l'arrondissement a été modifié, le 1er janvier 2007, par le retrait des communes du canton de Saint-Aignan, jusque-là rattachées à l'arrondissement de Blois, et rattachées à cette date à l'arrondissement de Romorantin-Lanthenay.
Au 1er janvier 2019, Courmemin passe de l'arrondissement de Blois à l'arrondissement de Romorantin-Lanthenay.

## Démographie
En 2022, l'arrondissement comptait 151 597 habitants.
| 1968    | 1975    | 1982    | 1990    | 1999    | 2006    | 2011    | 2016    | 2021    |
| ------- | ------- | ------- | ------- | ------- | ------- | ------- | ------- | ------- |
| 126 624 | 137 695 | 146 225 | 154 763 | 160 506 | 167 110 | 170 961 | 151 323 | 151 096 |

| 2022    | - | - | - | - | - | - | - | - |
| ------- | - | - | - | - | - | - | - | - |
| 151 597 | - | - | - | - | - | - | - | - |